# Доброжанівська сільська рада
Доброжа́нівська сільська́ ра́да — колишній орган місцевого самоврядування у Врадіївському районі Миколаївської області. Адміністративний центр — село Доброжанівка.

## Загальні відомості
- Населення ради: 1 338 осіб (станом на 2001 рік)

## Населені пункти
Сільській раді були підпорядковані населені пункти:
- с. Доброжанівка
- с. Богемка
- с. Мар'янівка
- с. Михайлівка
- с. Новомиколаївське

## Склад ради
Рада складалася з 18 депутатів та голови.
- Голова ради: Власюк Оксана Євгенівна
- Секретар ради: Лисейко Наталія Ярославівна

### Керівний склад попередніх скликань
| ПІБ                     | Основні відомості                                                                     | Дата обрання | Дата звільнення |
| ----------------------- | ------------------------------------------------------------------------------------- | ------------ | --------------- |
| Гарт Олена Семенівна    | Сільський голова, 1978 року народження, член Української Народної Партії              | 26.03.2006   | 31.10.2010      |
| Власюк Оксана Євгенівна | Сільський голова, 1972 року народження, освіта середня загальна, член Партії регіонів | 31.10.2010   |                 |

Примітка: таблиця складена за даними сайту Верховної Ради України

## Населення
Згідно з переписом УРСР 1989 року чисельність наявного населення сільської ради становила 1358 осіб, з яких 614 чоловіків та 744 жінки.
За переписом населення України 2001 року в сільській раді мешкало 1311 осіб.

### Мова
Розподіл населення за рідною мовою за даними перепису 2001 року:
| Мова       | Відсоток |
| ---------- | -------- |
| українська | 89,54 %  |
| молдовська | 3,06 %   |
| російська  | 2,62 %   |
| білоруська | 0,15 %   |
| гагаузька  | 0,07 %   |
| інші       | 4,56 %   |